# Makkoshotyka
Makkoshotyka ist eine ungarische Gemeinde im Kreis Sárospatak im Komitat Borsod-Abaúj-Zemplén.

## Geografische Lage
Makkoshotyka liegt in Nordungarn, 61 Kilometer nordöstlich des Komitatssitzes Miskolc und 5 Kilometer nordwestlich der Kreisstadt Sárospatak. Die Nachbargemeinde Hercegkút liegt 2 Kilometer südlich.

## Sehenswürdigkeiten
- Heimatmuseum (Falumúzeum)
- Reformierte Kirche
- Römisch-katholische Kapelle Sarlós Boldogasszony, auch Meczner kápolna genannt
- Schloss Meczner (Meczner-kastély)
- Trianon-Denkmal, erschaffen von Tibor Sárossy

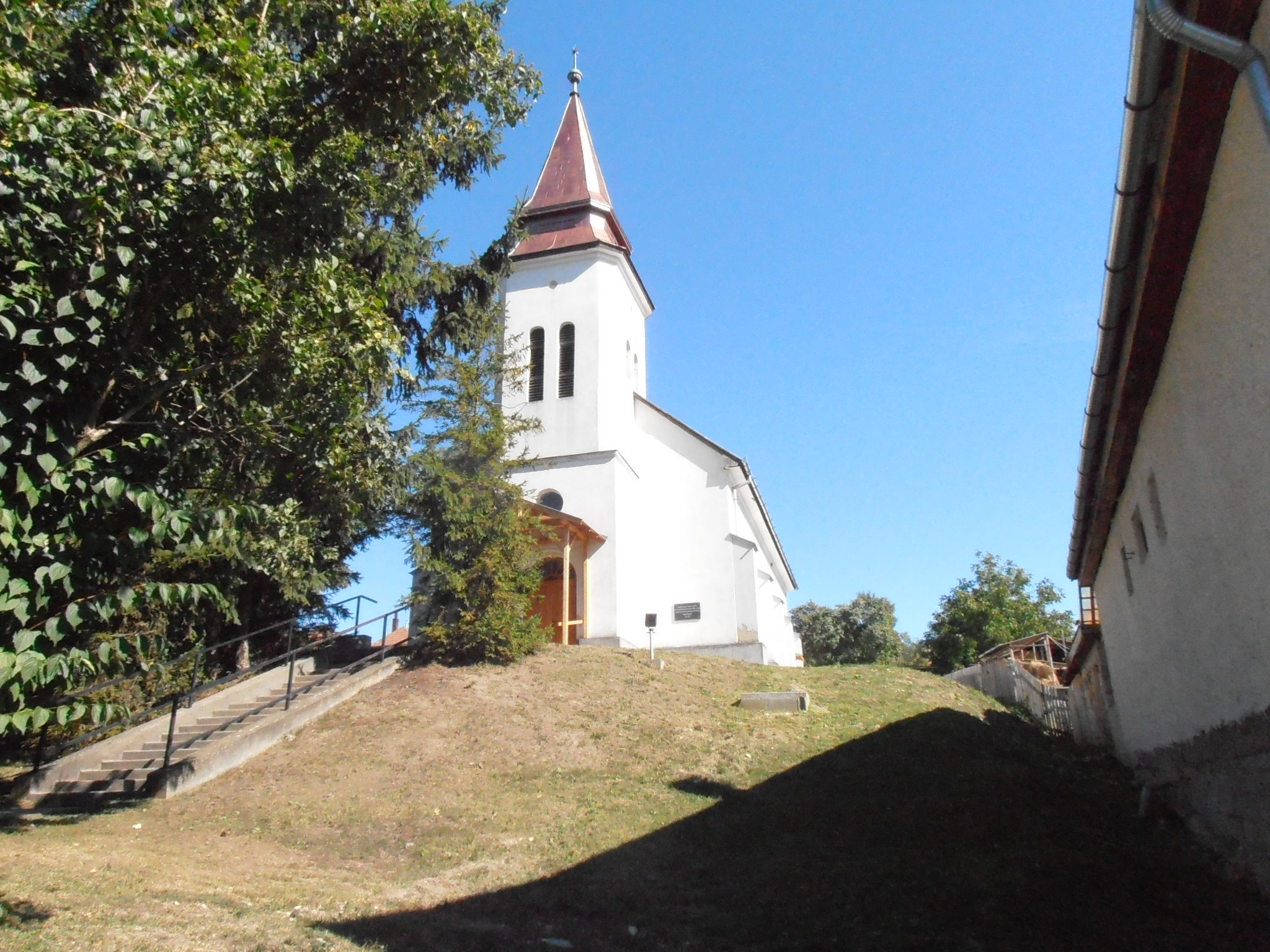
Reformierte Kirche
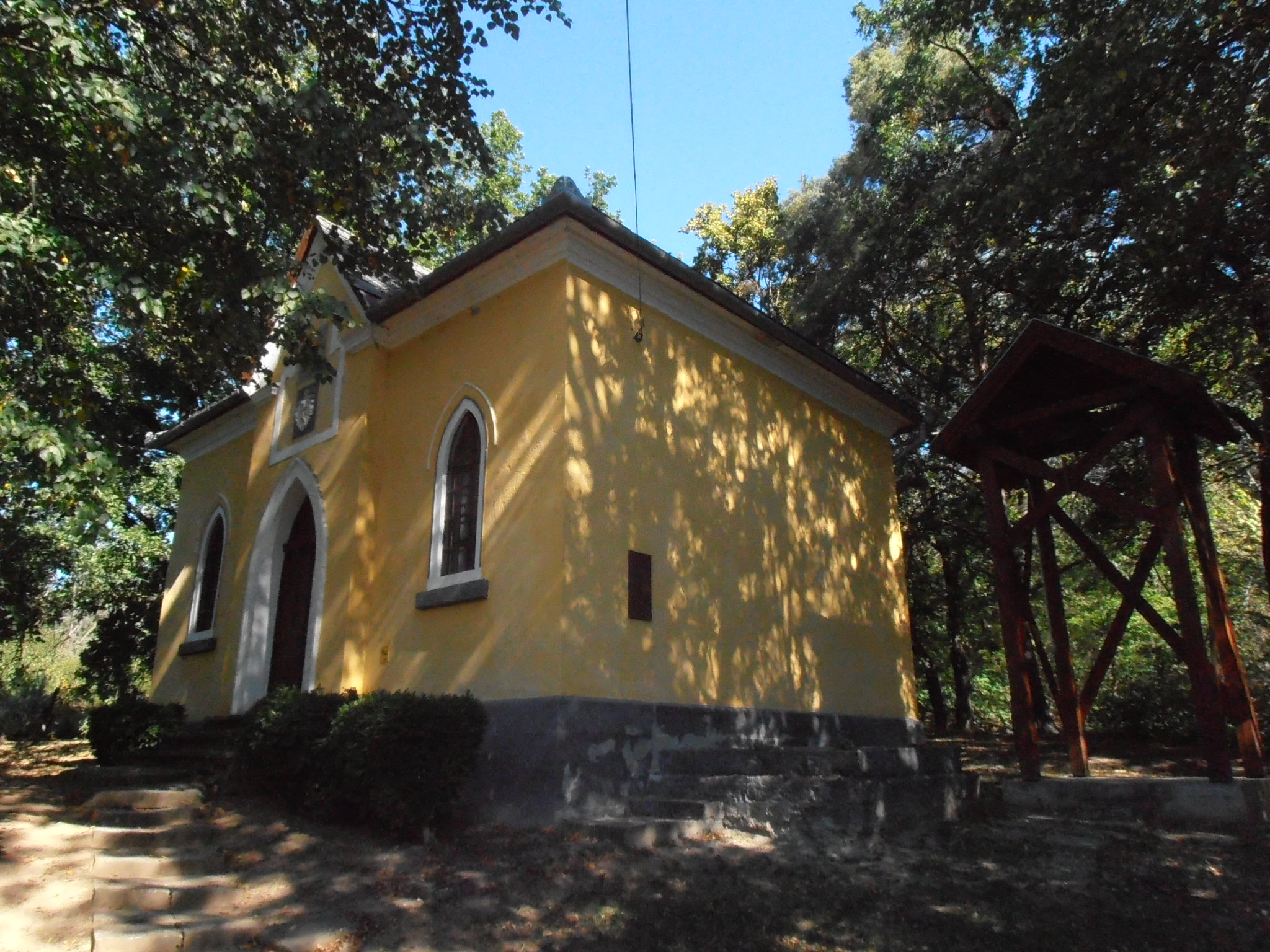
Römisch-katholische Kapelle Sarlós Boldogasszony
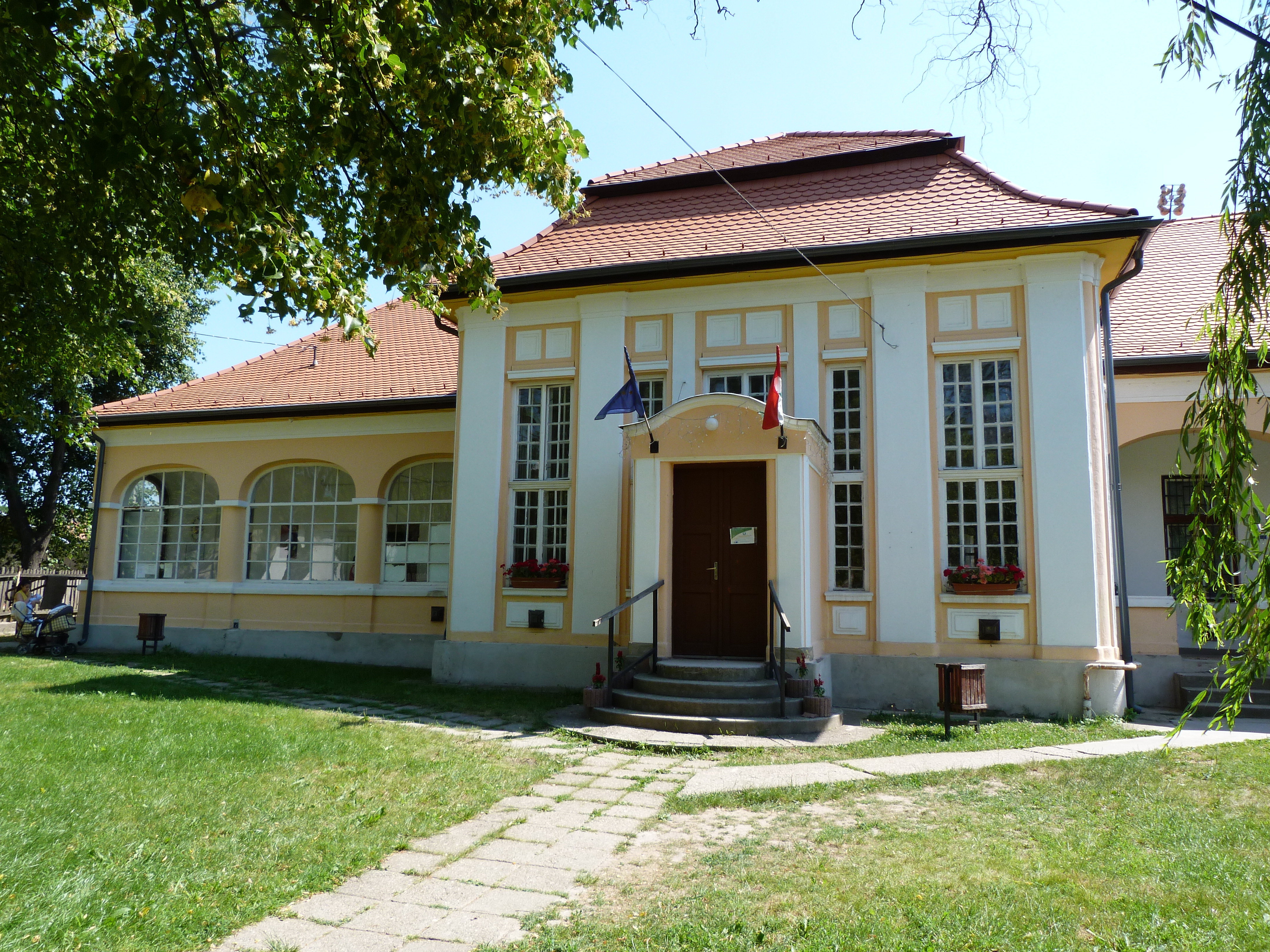
Schloss Meczner

## Verkehr
Makkoshotyka ist nur über die Nebenstraße Nr. 38115 zu erreichen. Es bestehen Busverbindungen nach Sárospatak, wo sich der nächstgelegene Bahnhof befindet.